# Ivo Lakučs
Ivo Lakučs (Valmiera, 4 de març de 1979) és un entrenador i ex-ciclista letó. Competí en els Jocs Olímpics d'Estiu de 2000 a Sydney en la modalitat d'esprint per equips de ciclisme en pista i en els de 2008 a Pequín en la prova de BMX. L'any 2012, era l'entrenador del ciclista Māris Štrombergs.

## Palmarès
- 2003
  -  Campió d'Europa en BMX